# 칼다스주

칼다스 주

칼다스주(스페인어: Departamento de Caldas)는 콜롬비아 중부에 위치한 주로 주도는 마니살레스이며 면적은 7,888km2, 인구는 984,128명(2013년 기준), 인구 밀도는 120명/km2이다. 1905년에 신설되었으며 27개 지방 자치체를 관할한다. 주 이름은 콜롬비아의 독립 운동 지도자인 프란시스코 호세 데 칼다스(Francisco José de Caldas, 1768 ~ 1816)에서 유래된 이름이다. 북쪽으로는 안티오키아 주, 동쪽으로는 쿤디나마르카 주와 보야카 주, 서쪽으로는 리사랄다 주, 남쪽으로는 톨리마 주와 접한다.

주기
주 문장